# Луис Монти
Луис Фелипе Монти (шп. Luis Felipe Monti; 1901 — 1983) бивши аргентински и италијански фудбалски репрезентативац и тренер. Играо је на месту центархалфа.

## Фудбалска каријера

### Аргентина
Играчку каријеру Монти је започео 1916. као јуниор у Бока јуниорсу, где је провео 4 године. Као сениор у Аргентини најдуже је играо у Сан Лоренцу од 1922 до 1930. са којим је освојио три аматерска фудбалска првенства Аргентине 1923, 1924. и 1927. Био је најбољи центархалф класичног типа у аргентинском фудбалу. Дана 10. августа 1924. у Буенос Ајресу, дебитује као репрезентативац Аргентине на утакмици са Уругвајем која је завршила без голова (0:0). За репрезентацију је до 1930. одиграо 16. утакмица и постигао 5. голова. Године 1924. у Перуу освојио је Јужноамеричко првенство у фудбалу победом над другопласираним Уругвајем са 3:2. На Олимпијским играма 1928. у Амстердаму Аргентина је освојила сребрну медаљу изгубивши у финалу од Уругваја са 2:1. Монти је учествовао и на првом Светском првенству 1930.. На првој утакмици у групи против репрезентације Француске завршеном победом са 1:0. постигао је први гол за Аргентину у историји Светских првенства. Светско првенство Аргентина је завршила као другопласирана изгубивши у финалу од домаћина Уругваја са 4:2. Од Аргентинске репрезентације опростио се 4. јула 1931. у Буенос Ајресу утакмицом против Парагваја завршеном нерешено 1:1, постигавши једини погодак.

### Италија
После завршеног Светског првенства 1930. Монти одлази у Италију, где 1931. потписује за Јувентус и добија италијанско држављанство. Пошто се због паузе у игрању угојио и био ван кондиције, имао је самосталну обуку од месец дана, вратио се у топ форму, постао првотимац и својом игром допринео Јувентусу да освоји четири узастопне титуле у италијанском првенству Серије А (1932 до 1935).
У том периоду позван је у репрезентацију Италије за коју је у периоду 1932—36. одиграо 18 утакмица и постигао један погодак. Учествовао је и на другом Светском првенству 1934., овог пута у дресу Италије и освојио првенство.
У Јувентусу је остао до 1939. када завршава играчку каријеру после одиграних 225 утакмица и постигнутих 19 голова у екипи Јувентуса.

## Тренерска каријера
По завршетку играчке каријере посветио се тренерском позиву. Као тренер од 1939. до 1950. водио је италијанске клубове Триестину, Јувентус, Варезе, Аталанту и Пизу и једну сезону аргентински ФК Уракан

## Трофеји (као играч)

### Уракан
- Првенство Аргентине (1) : 1921.

### Сан Лоренцо
- Првенство Аргентине (3) : 1923, 1924, 1927.

### Јувентус
- Првенство Италије (4) : 1931/32, 1932/33, 1933/34, 1934/35.
- Куп Италије (1) : 1937/38.